# クイントゥス・セルウィリウス・ストルクトゥス・プリスクス
クイントゥス・セルウィリウス・ストルクトゥス・プリスクス (ラテン語: Quintus Servilius Structus Priscus、生没年不詳)は古代ローマの政治家・軍人。共和政ローマの執政官 (コンスル)を二度務めた。

## 出自
パトリキ (貴族)のセルウィリウス氏族出身。カピトリヌスのファスティでは彼の名前は二度とも読み取れないため、シケリアのディオドロスなどからコグノーメンを得ている。

## 経歴

### 一回目のコンスルシップ
紀元前468年、この頃のローマでは護民官の選出方法を改定するプブリリウス法巡ってパトリキとプレブス (平民)の争いが続いており、プレブスはこの年の執政官を選出する選挙をボイコットしていた。ストルクトゥスは執政官となると、ローマ周辺を略奪したサビニ族を追撃して戦利品を得た。同僚のバルバトゥスは二度目の執政官選出であり、ウォルスキ族を担当したが、アエクイ族の援軍を得た敵は多勢で苦戦した。虚報や撹乱といった計略を用いてなんとか対抗し、最後は敗走寸前の軍を大声で叱咤して戦線を建て直し、最終的にはウォルスキの主要都市アンティウムを陥落させた。

### 二回目のコンスルシップ
翌紀元前467年、アンティウムを植民市とし、その土地が分配されることとなった。紀元前486年にスプリウス・カッシウス・ウェケッリヌスが発案した土地分配法以来、その実現のために争ってきたプレブスであったが、この時はローマの土地でないという理由で希望者が少なかったという。アエクイは前年に続いて軍事行動を起こし、ラティウムを荒らしていた。
紀元前466年、ストルクトゥスは二度目の執政官を務め、東方の山地に住むアエクイに対するためラティウムに陣地を築いたが、疫病の蔓延のために軍事行動は起こせなかった。
翌紀元前465年、ローマはアエクイに対し軍事行動を起こし、会戦では勝利したもののゲリラに転じたアエクイには手を焼き、ローマにまで迫られると緊急事態宣言が発せられた。この時は執政官ファビウス・ウィブラヌスの活躍により勝利したが、両執政官が出陣した場合にローマの留守を預かるプラエフェクトゥス・ウルビとしてストルクトゥスの名が記されている。